# Бочкарьов Федір Романович
Фе́дір Рома́нович Бочкарьо́в (1885, Російська імперія — ?) — радянський діяч. Член ВЦВК. Член Центральної контрольної комісії ВКП(б) у 1925—1927 роках. 

## Життєпис
До 1918 року працював слюсарем-лекальником Іжевського заводу.
Член РКП(б) з 1918 року.
Учасник громадянської війни в Росії.
На 1925 рік — слюсар-лекальник, майстер Іжевського заводу Вотської (Удмуртської) автономної області. Обирався членом Вотської обласної контрольної комісії ВКП(б).
Подальша доля невідома.